# Villa Baranka

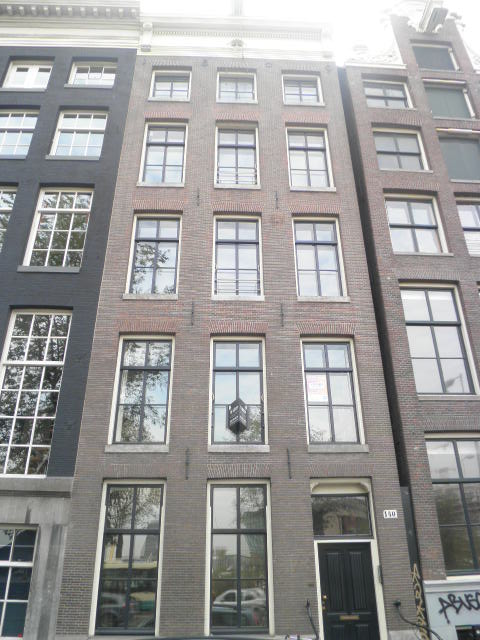
Het rijksmonument aan de Prins Hendrikkade dat Villa Baranka huisvestte in de periode van 1986 tot 1989.

Villa Baranka (1986-1989) was een kunstsalon voor theater, beeldende kunst, muziek, poëzie en lezingen voor en door kunstenaars met een biculturele achtergrond in Nederland. Deze in Amsterdam aan de Prins Hendrikkade gelegen kunstsalon was onder Margareth Adama en Fridi Martina's stichting Adamaria opgericht en onder de naam van Adama Art Studio geëxploiteerd.
Villa Baranka was haar tijd ver vooruit en heeft daarom een rijk nalatenschap in de Nederlandse theater- en kunstgeschiedenis achtergelaten: Het was een plek waar men streed voor interdisciplinaire en multiculturele kunst, voordat deze termen trendy werden en in het Nederlandse kunstbeleid werden opgenomen.

## Geschiedenis
In 1977 beschikte het totaalkunst bedrijvende kunstenaarsduo Adama en Martina over een kleine galerij dat te klein was voor optredens. Het idee om een eigen centrum voor niet-westerse kunst te stichten begon toen te rijpen. Ze formuleerden de grondbeginselen van hun streven als volgt:
Er moet een erkenning komen van het bestaan en de ontwikkeling van beroepskunstenaars uit de zogenaamde etnische minderheden, die hun oorsprong en inspiratie halen uit de levensvisies van hun eigen afkomst in synthese met de invloed die zij ondergaan in deze Westerse samenleving. De vormgeving van deze synthese is te karakteriseren als avant-gardistisch, volgens de maatstaven van de hedendaagse Westerse kunst. Deze maatstaven lopen logischerwijs achter op de actualiteit. Dat is te wijten aan de onbekendheid met de materie en het werk van deze groep kunstenaars.
In 1983 vonden ze een oud pakhuis op Prins Hendrikkade 140 - een historisch monument uit 1809 - dat na een opknapbeurt het centrum van hun dromen kon worden.
Naar eigen zeggen werden de dames echter tegengewerkt in hun strijd voor financiering: "als je subsidie vraagt, ben je plotseling geen kunstenaar maar een minderheid". Een grote subsidie van honderdduizend gulden van de gemeente Amsterdam liepen ze echter mis op een negatief advies van de commissie Allochtonen van de Amsterdamse Kunstraad met een ander argument: de commissie vond dat de wijze waarop de dames tot dan toe hebben geprobeerd een synthese tot stand te brengen tussen mystiek, ritueel en theater verre van geslaagd.
Volgens de dames werden vaak alleen traditionele kunstwerken of folklore van niet-westerse makers door museums en galeries belicht. Of deze makers werden gedwongen om louter sociaaleconomische thematieken te bespreken, zoals de onderdrukking van minderheden en racisme om hun bestaansrecht als kunstenaars te rechtvaardigen. Adama illustreerde de situatie met een typisch geval: “Ik kwam uit een tijd dat bijvoorbeeld Surinaamse kunstwerken niet geëxposeerd werden in het museum. Ik heb ooit een brief gekregen van Eduard de Wilde van het Stedelijk Museum. Hij zei: ‘nee we doen niet aan Surinamers’. Het was voor hen geen kunst."
Een plek voor hedendaagse kunstwerken van kunstenaars met een migratieachtergrond bestond dus nog niet en hebben Adama en Martina uiteindelijk in de herfst van 1986 Villa Baranka in het voormalige pakhuis opgericht. Baranka Mama betekent in het Papiaments Moeder Aarde of Moeder Rots. Villa Baranka zou als een rots in de branding functioneren: “Het leven is als het water dat tegen de rots klotst en zich weer terugtrekt”.

### Bouw
Het financieren van de restauratie van het zes verdiepingen tellende gebouw en de activiteiten van Villa Baranka was lastig, want Villa Baranka viel bij structurele subsidies tussen wal en schip: Bij de kunstafdeling van de gemeente Amsterdam werd het verzoek voor subsidie afgewezen omdat, aldus Martina, het niet bij die afdeling opkwam dat mensen met een andere culturele achtergrond professionele kunst kunnen maken. Ze werden daarom doorverwezen naar de ‘minderhedenafdeling’. De ‘minderhedenkas’ was echter voornamelijk gericht op materieel gewin en welzijn van minderheden in Amsterdam; het bieden van huisvesting, werk en het organiseren van naai- en kookcursussen was het voornaamste doel. Uiteindelijk heeft Baranka het gered door middel van incidentele fondsen (onder andere van WVC, gemeente Amsterdam en Comité Zomerpostzegels), eigen middelen en hulp van het Antillenhuis en Sticusa. De afwezigheid van structurele financiering zou echter als een donkere wolk boven het project blijven hangen.

### Praktijk
Villa Baranka werd geopend met de overzichts- en verkoopexpositie van "transfiguratieve" schilderijen en gouaches van Marga Adama. Deze expositie bleef tot het eind van dat jaar hangen.
Villa Baranka organiseerde door de jaren heen lezingen over de emancipatie van de niet-westerse vrouw, de toekomst van Antillianen op de Antillen en in Nederland, en hield rondetafelgesprekken over gender, ras en seksualiteit in het Nederlands theater. Daarnaast werden er drama- en danslessen gegeven, waarbij westerse technieken met niet-westerse filosofieën werden gecombineerd. Een voorbeeld hiervan is de expositie Dochters van moeder aarde: transculturele tentoonstelling in 1987. Negentien vrouwelijke kunstenaars met een Argentijnse, Chileense, Chinese, Colombiaanse, Indische, Japanse, Nederlandse, Pakistaanse en Surinaamse achtergrond exposeerden schilderijen, schetsen en tekeningen. Er werden bovendien lezingen gegeven en theaterstukken opgevoerd.
In 1988-1989 werd de expositie Arte Contemporaneo Antiyano i Arubano gehouden met werken van zes in Nederland wonende kunstenaars. Het zou een van de laatste exposities in Villa Baranka zijn. De spanningen die het reilen en zeilen van de kunstsalon met zich meebrachten waren Adama toen al te veel en zij stapte voortijds uit het project. Martina is nog ten minste een jaar doorgegaan, maar zonder structurele subsidies was de financiële situatie echter onhoudbaar en viel het doek in 1989.